# حزقيال مانويل غونزاليس توريس
حزقيال مانويل غونزاليس توريس (بالإسبانية: Juan Manuel González Torres)‏ هو سياسي كولومبي، ولد في 1901 في بوغوتا في كولومبيا. حزبياً، نشط في الحزب الإجتماعي للوحدة الوطنية.